# Andre Agassi
Andre Kirk Agassi (Las Vegas, 29 de abril de 1970) es un extenista y actual entrenador de tenis estadounidense. Es considerado uno de los más grandes tenistas de todos los tiempos. Se retiró el 3 de septiembre de 2006 a los treinta y seis años, habiendo ganado más de treinta millones de dólares en premios. Fue número uno en el ranking ATP durante 101 semanas y terminó una temporada en la cima de la clasificación ATP en 1999.
Agassi es el primer jugador de la historia que ganó los siete títulos más prestigiosos en el tenis individual masculino: los cuatro Grand Slam, la Copa Masters, la medalla de oro olímpica y la Copa Davis. Fue ganador de ocho torneos de Grand Slam: cuatro Abierto de Australia (1995, 2000, 2001, 2003), dos Abierto de Estados Unidos (1994, 1999), un Campeonato de Wimbledon (1992) y un Torneo de Roland Garros (1999). Obtuvo el Golden Slam de carrera, al recibir la medalla de oro en los Juegos Olímpicos de Atlanta 1996, y ganó la  Copa Masters de 1990. También formó parte del equipo campeón de Copa Davis de Estados Unidos en 1990, 1992 y 1995.
Además obtuvo diecisiete títulos de ATP Masters Series y alcanzó veintitrés finales, lo que lo ubica sexto y séptimo en los respectivos historiales, siendo Montecarlo y Hamburgo las únicas plazas donde no ganó. Está casado con la también extenista y exnúmero uno del mundo Steffi Graf.

## Biografía
Andre Kirk Aghassian de ascendencia asiria-armenia, nació el 29 de abril de 1970 en Las Vegas, donde aún reside. Su padre, Emmanuel Agassi, participó en los Juegos Olímpicos de 1948 y 1952 representando a Irán en boxeo. Tras emigrar a los Estados Unidos, acortó su apellido de Aghassian a Agassi. Fanático del tenis, su padre estaba determinado a hacer todo lo posible para que alguno de sus cuatro hijos fuera un jugador de renombre, al punto que le regaló su primera raqueta a Agassi cuando este cumplió dos años. Después de retirarse, Agassi confesó que comenzó a jugar tenis solo porque su padre se lo impuso.
Cuando cumplió quince años, fue enviado a la academia de Nick Bollettieri en Florida, donde se convirtió en jugador profesional dos años después. En diciembre de 1988, se convirtió en el jugador más joven en superar la marca de un millón de dólares en premios, participando solamente en cuarenta y tres torneos. En sus comienzos como profesional, Agassi usaba peluca, pendientes, vestía ropas coloridas y calzoncillos rosas, lo que desafiaba los aspectos conservadores del tenis.
En 1992 ganó el Campeonato de Wimbledon, donde derrotó a Boris Becker en cuartos de final, John McEnroe en semifinales y Goran Ivanišević en el último encuentro, por 6-7, 6-4, 6-4, 1-6 y 6-4. De igual forma, en el Abierto de Estados Unidos 1994 Agassi llegó hasta la final, donde venció a Michael Stich por 6-1, 7-6 y 7-5. El 29 de enero de 1995 ganó su tercer título Grand Slam tras vencer 4-6, 6-1, 7-6 y 6-4 a Pete Sampras en la final del Abierto de Australia.
El 19 de abril de 1997, Agassi se casó con Brooke Shields tras cuatro años de noviazgo. Cuando Brooke y su madre solicitaron a Agassi la firma de un acuerdo prenupcial, el tenista lo rechazó, pero lo que apareció en los titulares fue un indicio de lo que vendría después. En febrero de ese año, habían demandado al National Enquirer por publicar rumores falsos acerca del supuesto lesbianismo de Shields.
En 1997 sufrió una grave depresión que incidió en su juego y lo llevó a consumir metanfetamina, llegando a descender hasta la posición 141 del ranking mundial. Finalmente, tras reiterados intentos para reconstruir su matrimonio, en enero de 1999 Agassi abruptamente le pidió el divorcio a Shields, que le fue concedido el 9 de abril de ese año. Después de separarse, Agassi comenzó un riguroso programa de entrenamiento que le permitió recuperar su nivel de juego e incorporarse rápidamente al circuito.
En el momento en el que su divorcio le fue reconocido, Agassi ya estaba saliendo con Steffi Graf, a quien había conocido en una entrevista por televisión años antes. Su condición de personaje público hizo que se le atribuyeran una serie de falsos romances, entre ellos el más sonado fue el de la actriz Barbra Streisand con quien siempre mantuvo una gran amistad. Agassi y Graf se casaron el 22 de octubre de 2001 en su hogar, siendo sus madres los únicos testigos de la unión. Su primer hijo, Jaden Gil, nació seis semanas prematuro el 26 de octubre. La hija del matrimonio, Jaz Elle,  nació el 3 de octubre de 2003.
En 1999 ganó por primera vez el Torneo de Roland Garros tras vencer a Andriy Medvédev por 1-6, 2-6, 6-4, 6-3 y 6-4. Con esta consagración, se convirtió en el quinto tenista en ganar los cuatro Grand Slam. Ese mismo año, Agassi se coronó campeón del Abierto de Estados Unidos después de derrotar a Todd Martin en cinco sets (6-4, 6-7, 6-7, 6-3 y 6-2).
Agassi logró ganar dos ediciones del Abierto de Australia, en 2000 y 2001, derrotando en las finales a Yevgeny Kafelnikov (3-6, 6-3, 6-2 y 6-4) y a Arnaud Clement (6-4, 6-4, y 6-2), respectivamente. En la edición de 2002, como campeón defensor, se retiró del torneo debido a una lesión en la muñeca. Se coronó campeón del campeonato australiano de 2003 a los treinta y dos años, después de vencer cómodamente a Rainer Schuettler por 6-2, 6-2 y 6-1 en la final del torneo.
Agassi no jugó el Campeonato de Wimbledon de 2004 debido a problemas en la cadera. En julio de ese año, logró su triunfo número 800 en el circuito tras derrotar a Alex Bogomólov por 6-3 y 6-1 en la primera ronda del Torneo de Los Ángeles.

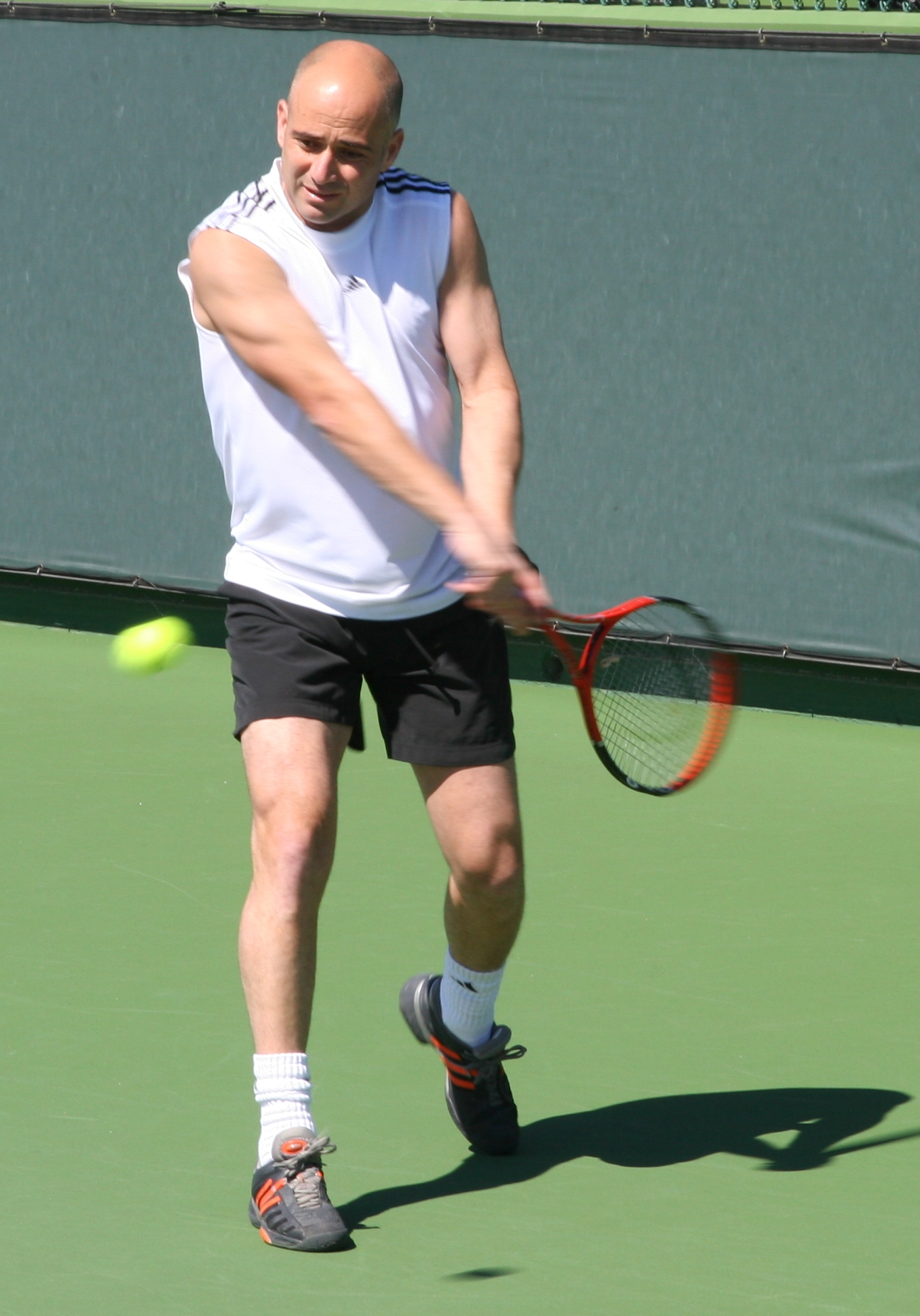
Andre Agassi practicando para el torneo de Indian Wells, marzo de 2006.

En su último Grand Slam, el Abierto de Estados Unidos 2006, fue eliminado por Benjamin Becker en cuatro sets. En los últimos meses, Agassi venía soportando dolores de espalda que requerían cortisona para aliviarlos. A pesar de esas molestias, en la segunda ronda había derrotado al número ocho del mundo, Marcos Baghdatis. El 24 de junio de 2006, luego de veintiún años de actividad profesional, anunció su retiro.

## Premios y logros

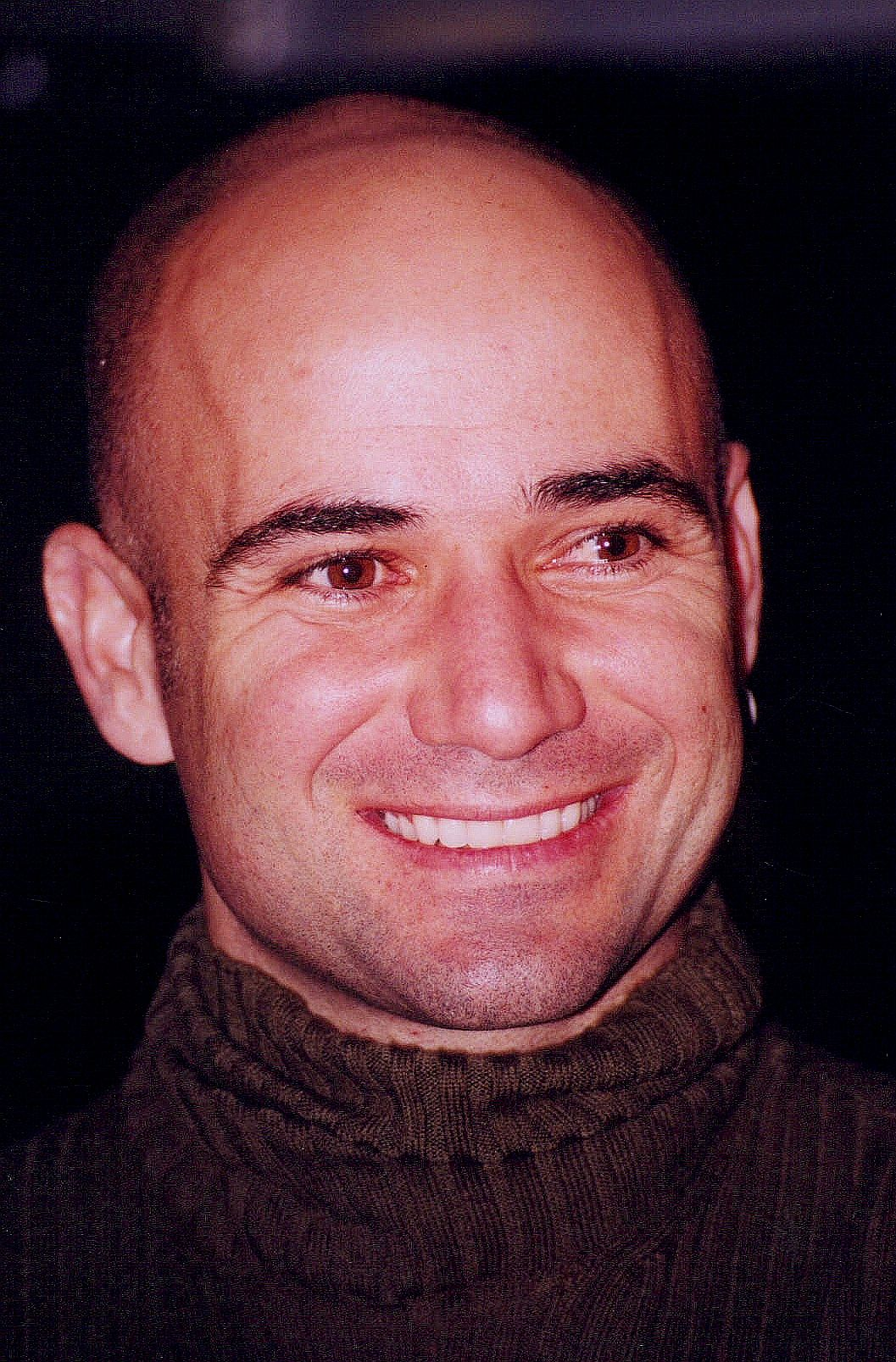
Agassi en 1999

André Agassi tiene en su haber los cuatro Grand Slam, hito que solo ha sido realizado por otros cuatro jugadores desde el inicio de la era abierta en 1968, siendo el primero el australiano Rod Laver (habiéndolo realizado ese mismo año) y más recientemente, en 2009, por el suizo Roger Federer, en 2010 por el español Rafael Nadal y en 2016 por el serbio Novak Djokovic. A este logro —ganar todos los Grand Slam al menos alguna vez— se le denomina Grand Slam de carrera. Dichos torneos fueron: Abierto de Australia (1995, 2000, 2001 y 2003), Roland Garros (1999), Wimbledon (1992) y US Open (1994 y 1999).
A esto se añade la medalla de oro en los Juegos Olímpicos de Atlanta 1996. Agassi, Rafael Nadal y Novak Djokovic son los únicos 3 tenistas masculinos en individuales que han ganado los cuatro torneos del Grand Slam y la medalla de oro olímpica, que al haberlo hecho en años diferentes se denomina Golden Slam de carrera. Además es, junto a Novak Djokovic, el único jugador que logra el Golden Slam de carrera y la Copa Masters, una distinción apodada como "Career Super Slam".
Su mujer Steffi Graf es la única tenista, en la era Open (tanto masculino como femenino) que ha ganado el Golden Slam en un año, 1988.

## Escándalo
El 28 de octubre de 2009 Andre Agassi reveló que en 1997 consumió cristal en una sola ocasión. En aquel año, al dar positivo en una prueba antidopaje, el tenista mintió a la ATP argumentando que la había consumido por error de su asistente y así logró salvarse de una suspensión de 3 meses fuera del circuito. Más tarde revelaría lo anterior en su autobiografía, Open, al igual que jugó con peluca diversos encuentros, especialmente en Roland Garros 1990.

## Clasificación histórica

### Grand Slam
| Torneo               | 1986 | 1987 | 1988 | 1989 | 1990 | 1991 | 1992 | 1993 | 1994 | 1995 | 1996 | 1997 | 1998 | 1999 | 2000 | 2001 | 2002 | 2003 | 2004 | 2005 | 2006 | G-P   | Títulos |
| -------------------- | ---- | ---- | ---- | ---- | ---- | ---- | ---- | ---- | ---- | ---- | ---- | ---- | ---- | ---- | ---- | ---- | ---- | ---- | ---- | ---- | ---- | ----- | ------- |
| Abierto de Australia | A    | A    | A    | A    | A    | A    | A    | A    | A    | G    | SF   | A    | 4R   | 4R   | G    | G    | A    | G    | SF   | CF   | A    | 48-5  | 4/9     |
| Roland Garros        | A    | 2R   | SF   | 3R   | F    | F    | SF   | A    | 2R   | CF   | 2R   | A    | 1R   | G    | 2R   | CF   | CF   | CF   | 1R   | 1R   | A    | 51-16 | 1/17    |
| Wimbledon            | A    | 1R   | A    | A    | A    | CF   | G    | CF   | 4R   | SF   | 1R   | A    | 2R   | F    | SF   | SF   | 2R   | 4R   | A    | A    | 3R   | 46-13 | 1/14    |
| Abierto de EE. UU.   | 1R   | 1R   | SF   | SF   | F    | 1R   | CF   | 1R   | G    | F    | SF   | 4R   | 4R   | G    | 2R   | CF   | F    | SF   | CF   | F    | 3R   | 79-19 | 2/21    |

### Clasificación en torneos Masters Series
| Torneo           | 1990 | 1991 | 1992 | 1993 | 1994 | 1995 | 1996 | 1997 | 1998 | 1999 | 2000 | 2001 | 2002 | 2003 | 2004 | 2005 | 2006 |
| ---------------- | ---- | ---- | ---- | ---- | ---- | ---- | ---- | ---- | ---- | ---- | ---- | ---- | ---- | ---- | ---- | ---- | ---- |
| Indian Wells     | F    | 2R   | 3R   | 2R   | 2R   | F    | CF   | 1R   | CF   | -    | 1R   | G    | 1R   | -    | SF   | CF   | 3R   |
| Miami            | G    | 4R   | 2R   | 4R   | F    | G    | G    | 2R   | F    | 2R   | SF   | G    | G    | G    | 4R   | SF   | -    |
| Montecarlo       | -    | 2R   | -    | -    | 1R   | -    | 3R   | -    | 2R   | -    | -    | -    | -    | -    | -    | -    | -    |
| Roma             | -    | 1R   | -    | -    | 2R   | -    | -    | -    | -    | 3R   | 3R   | 1R   | G    | 1R   | -    | SF   | -    |
| Hamburgo         | 3R   | -    | 2R   | -    | -    | CF   | -    | -    | -    | -    | -    | 2R   | -    | -    | -    | 1R   | -    |
| Montreal/Toronto | CF   | 2R   | G    | CF   | G    | G    | -    | -    | SF   | SF   | 1R   | 1R   | -    | CF   | 2R   | F    | -    |
| Cincinnati       | 3R   | 3R   | 3R   | SF   | -    | G    | G    | 1R   | 2R   | SF   | 2R   | 1R   | CF   | -    | G    | -    | -    |
| Madrid           | 3R   | -    | 2R   | -    | CF   | 3R   | CF   | 1R   | 3R   | SF   | 3R   | 2R   | G    | -    | SF   | -    | -    |
| París            | 2R   | -    | -    | -    | G    | -    | 2R   | -    | CF   | G    | -    | -    | CF   | -    | -    | -    | -    |